# Deh-e Sadd
Deh-e Sadd (persiska: دِه سَد, ده سد) är en ort i Iran.   Den ligger i provinsen Markazi, i den centrala delen av landet, 250 km sydväst om huvudstaden Teheran. Deh-e Sadd ligger 1 777 meter över havet och antalet invånare är 843.
Terrängen runt Deh-e Sadd är huvudsakligen kuperad, men åt sydväst är den bergig.Runt Deh-e Sadd är det ganska tätbefolkat, med 54 invånare per kvadratkilometer. Närmaste större samhälle är Tūreh, 18,9 km söder om Deh-e Sadd. Trakten runt Deh-e Sadd består i huvudsak av gräsmarker.